# Árkosi Árpád
Árkosi Árpád (Mátészalka, 1948. október 18. –) Jászai Mari-díjas magyar rendező.

## Életpályája
Árkosi Gyula és Bogdán Erzsébet gyermekeként született.
Gépészmérnöki szakon végzett a Nehézipari Műszaki Egyetemen 1972-ben. Amatőr rendezőként került kapcsolatba a színházzal 1968-ban. 1970-től 1972-ig vezette a miskolci Silány Kínpad nevű amatőr színjátszó csoportot. 1975 és 1980 között a József Attila Tudományegyetem Színpad rendezője volt. 1978-ban kezdett el rendezni hivatásos színházakban. 1980-tól 1985-ig a szolnoki Szigligeti Színház rendezője volt. Egy évig szabadfoglalkozású rendező volt, majd 1986-ban egy évadra a Szkéné Színtársulathoz szerződött. 1986-tól 1988-ig a Szegedi Nemzeti Színház, 1988 és 1989 között a debreceni Csokonai Színház, 1989 és 1992 között pedig a Miskolci Nemzeti Színház rendezője volt. Rendezett határon túli magyar színházakban is. 1990-től a Kolozsvári Állami Magyar Színházban, a Szatmárnémeti Északi Színházban, a Temesvári Állami Magyar Színházban, a Sepsiszentgyörgyi Állami Magyar Színházban, a Gyergyószentmiklósi Figura Stúdió Színházban, és a Kassai Thália Színházban rendezett. 1992-1993 között a Szegedi Nemzeti Színház prózai tagozatának főrendezője volt. 1994 és 2005 között szabadfoglalkozású rendezőként dolgozott, később 2005- 2010 közt a debreceni Csokonai Színház prózai tagozatának vezetője majd rendezője.
2006 óta szabadúszó rendezőként, fesztiválok állandó zsűritagjaként, szabadtéri színházak elismert színházi szakértőjeként dolgozik.
Munkássága nem kötődik sem egyetlen intézményhez, sem egyetlen műfajhoz. Különleges színházi szemlélete, invenciózus megközelítése, tájékozottsága és a kortárs témák iránti egyedülálló fogékonysága széles szakmai körben ismertté tette nevét, elismerést szerezve kül- és belföldön egyaránt. Pályája során mintegy hatvan magyar nyelvű színházban hozott létre előadást, a budapesti Nemzeti Színháztól kezdve a gyergyószentmiklósi Figura Társulatig bezárólag, számos kőszínházzal, szabadtéri színházzal és alternatív társulattal, határon innen és túl.
A Gyulai Várszínház történetében vendégrendezőként, valószínűleg ő szerepelt a legtöbbször, és igen emlékezetes előadásokkal.
2016 óta a Kisvárdai Magyar Színházak Fesztiválján zsűritag, illetve a szakmai beszélgetések állandó szereplője.
2014-2018 között a Zsámbéki Színházi és Művészeti Bázis művészeti vezetője volt.

## Színházi szerepei
A Színházi adattárban regisztrált bemutatóinak száma: rendező – 105, színész – 2.
- Sarkadi Imre: Kőműves Kelemen....Boldizsár
- Madách Imre: Az ember tragédiája....Ötödik népbeli
- Regős János: Frutta di Mare – Európai illatjáték....Bertrand Decoursé

## Színházi rendezései
| - Schwajda György: Nincs többé iskola (1979) - Rose: Tizenkét dühös ember (1980) - Rózewicz: A szemtanúk, avagy a mi kis stabilizációnk (1980) - Albee: Mese az állatkertről (1980) - Schisgal: Szerelem, ó! (1980) - Menzel: A három megesett lány esete (1982, 2003) - Arbuzov: Én te, ő... (Az én szegény Maratom) (1982) - Friedrich Dürrenmatt: A nagy Romulus (1982) - Knott: Várj, amíg sötét lesz (1982) - Kroetz: Meier (1982) - Arthur Miller: Az ügynök halála (1983, 1999) - Mrożek: Emigránsok (1983) - Caragiale: Az elveszett levél (1984) - Rozov: Szállnak a darvak (1984) - Pirandello: IV. Henrik (1985) - Karinthy Ferenc: Leánykereskedő (1986) - Sarkadi Imre: Oszlopos Simeon (1987) - Schiller: Don Carlos (1987) - Büchner: Woyzeck (1987) - Brešan: Díszvacsora a temetkezési vállalatnál (1988) - Csurka István: Ki lesz a bálanya? (1988) - Svarc: Hókirálynő (1989) - Füst Milán: Boldogtalanok (1989) - Mrożek: Mulatság (1989, 1991) - Barta Lajos: Szerelem (1989) - Handke: Kaspar (1990) - Árkosi-Bán: Színészautomata (1990) - Mroźek: Rendőrség (1990) - Csehov: Sirály (1991) - Molnár Ferenc: Liliom (1991) - Čapek: A végzetes szerelem játéka (1991) - Katona József: Bánk bán (1991) - Molière: Úrhatnám polgár (1991) - Ödön von Horváth: Mesél a bécsi erdő (1992) - Carlo Goldoni: Csetepaté Chioggiában (1992, 1995) - George Bernard Shaw: My fair lady (1992) - Molière: Don Juan avagy a kőszobor lakomája (1993) - William Shakespeare: Szentivánéji álom (1993, 1998) - Carlo Goldoni: Mirandolina (1993) - Pinter: Hazatérés (1994, 1998) - Örkény István: Tóték (1994, 2001) - Spiró György: Az imposztor (1994) - Füst Milán: Máli néni (1994) - Szép Ernő: Vőlegény (1995) - Tasnádi István: Bábelna (1995) - Szép Ernő: Lila ákác (1995) - Makszim Gorkij: Mélyben-Éjjeli menedékhely (1996) - Kesselring: Arzén és levendula (1996) - Witkiewicz: Az őrült és az apáca (1996, 1997) - Różewicz: Az éhezőművész elmegy (1996) - Tennessee Williams: A vágy villamosa (1997) - Hrabal: Szigorúan ellenőrzött vonatok (1997) - Manzari: Pablito nővérei (1997) - Kós Károly: Az országépítő (1997) - Csehov: Három nővér (1998) - Farrel-Heller: Hová tűntél, Baby Jane? (1998) - Lengyel Balázs: A szebeni fiúk (1998) - Friedrich Schiller: Ármány és szerelem (1998) - Williams: Orfeusz alászáll (1999) - Dobozy Imre: A tizedes meg a többiek (2000) - Örkény István: Macskajáték (2000) - Sütő András: Káin és Ábel (2000) - Pirandello: Hat szerep keres egy szerzőt (2001) - Simonyi Imre: Dramolettek (2001) - Glowaczki: Antigoné New Yorkban (2001) - Caragiale: Zűrzavaros éjszaka (2002, 2009) | - Simonyi-Papp: Természetes halál (2002) - Thuróczy Katalin: Filléres komédia (2002) - Anton Pavlovics Csehov: Cseresznyéskert (2002) - Tasnádi István: Nézőművészeti Főiskola (2003) - Márai Sándor: A pisztoly (2003) - Tamási Áron: Énekes madár (2003) - Kosztolányi Dezső: Édes Anna (2003) - Ghelderode: Barrabás (2004) - Szigligeti Ede: Liliomfi (2004) - Falussy Lilla: Metadolce (2004) - Shaffer: Equus (2004) - Márai Sándor: A szegények iskolája (2004) - Németh Gábor: Túl az egészen (2005) - Hamvai Kornél: Márton partjelző fázik (2005) - Rideg Sándor: Indul a bakterház (2005, 2007) - William Shakespeare: Lear király (2006) - Hamvas-Papp: Az Isten és a bor (2006) - Móricz Zsigmond: Légy jó mindhalálig (2006) - Szabó Magda: A macskák szerdája (2007) - Tasnádi István: Magyar a Holdon (2007) - Feydeau: Bolha a fülbe (2008) - Gogol: A revizor (2008) - Hubay Miklós: Egy szerelem három éjszakája (2008) - Tóth-Máthé Miklós: Én, Károli Gáspár (2009) - Lázár Ervin: Szegény Dzsoni és Árnika (2009) - Képzeld, beteg! (2009) - Egressy Zoltán: Portugál (2010) - Hubay Miklós: Elnémulás (2010) - Kosztolányi Dezső: Alakok- Nemzetközi Színészképző Szakiskola (2010 ) - Schwajda-Árkosi: Himnusz - Gózon Gyula Színház -Szkéné Színház (2011) - Bánffy Miklós: Az ostoba Li- Griff Bábszínház, Zalaegerszeg (2011) - Spíró Gy. Imposztor- Gyulai Várszínház- B.P-i Kamaraszínház (2011) - Molnár Ferenc: Üvegcipő-Beregszászi Illyés Gyula Színház (2011) - Benedek Elek: Többsincs királyfi- Debreceni Csokonai Színház (2011) - Tamási Árom: Énekes madár- Gózon Gyula Kamaraszínház (2012) - Parti Nagy Lajos-Horváth Károly: Gulliver- Griff bábszínház Zalaegerszeg (2012) - Árkosi Árpád: Elektra Casting- Bánfalvy Ágnes Nemzetközi Színészképző Iskola (2012) - Molnár Ferenc: A testőr-Székesfehérvári Vörösmarty Színház (2012) - Topolcsányi Laura: A holló árnyékában- Turay Ida Színház (2012) - Tóth Máté Miklós: A rögöcsei csoda- Debreceni Csokonai Színház (2013) - Borbély Szilárd: Akár Akárki- Gózón Gyula Kamaraszínház (2013) - Benedek Elek: Többsincs királyfi- Magyar Népmese Színház (2013) - Bajor- Radványi- Vukovári: Ábel- Klébergsberg Kultúrkúria (2013) - Kozma András: Csillagszemű- Magyar Népmese Színház (2013) - Topolcsányi Laura: Csillagok közt- Turay Ida Színház(2013) - Willy Russell: Shirley Valentine- Debreceni Nemzeti Színház (2014) - Tamási Áron: Szegény ördög- Griff Bábszínház, Zalaegerszeg (2014) - Márai- Sediánszky: A szegények iskolája- Rózsavölgyi szalon, Budapest (2014) - Borbély Szilárd: Akár Akárki- Debreceni Csokonai Színház (2014) - Topolcsányi Laura: Doktornők- Turay Ida Színház (2014) - Nagy Zoltán Mihály: Sátánfattya- Vigadó Kamaraszínház (2015) - Topolcsányi Laura: Köszönet mindenért- Turay Ida Színház (2015) - Márai Sándor: - Családi kérdés (2015) - Befejezetlen szimfónia - Budapesti Nemzeti Színház (2015) - Tóth Máté Miklós: A nagyrahivatott - Esztergomi Nyári Színház (2017) - Hedry Mária: Zrinyi Ilona—Klébesberg Kultúrkuria (2017) - Arany János—Zalán Tibor: Bolond Istók—Békéscsabai Jókai Színház (2017) - Molier: Danden György—Debreceni Csokonai Színház (2017) - Dunajcsik Mátyás: A szemüveges szirén--- Debreceni Csokonai Színház (2018) * * Székely János : Dózsa—Gyulai Várszínház (2018) - Hemingway: Az öreg halász és a tenger—Gyulai Várszínház (2019) - Ács Margit: Párbaj—Magyar Művészeti Akadémia (2019) - Zalán Tibor: Unferlédi—Debreceni Csokonai Színház (2019) - Spiró György: Csirkefej—Gózon Gyula Kamaraszínház (2020) - Visky András : Pornó—Gyulai Várszínház és Kolozsvári Állami Magyar Színház(2020) - Sütő András: Káin és Ábel—Magyar Drámák Színháza (2021) |

## Díjai
- 1972 Egyetemi és Főiskolai Fesztivál fődíja – Szeged
- 1976 Ifj. Horváth István Nemzetközi Fesztivál fődíja Kazincbarcika
- 1982 Kulturális Minisztérium Nívó-díja
- 1984 Kulturális Minisztérium Nívó-díja
- 1990 Bukaresti Nemzeti Fesztivál- rendezői díj
- 1991 Jászai Mari-díj
- 1994 Határon Túli Színházak Fesztiválja – Kisvárda – fődíj
- 1996 Határon Túli Színházak Fesztiválja – Kisvárda – fődíj
- 1997 Stúdió Színházak Fesztiválja – Gödöllő – rendezői fődíj
- 2003 Vidor Fesztivál- Nyíregyháza – Kapitano díj
- 2003 Havasi István díj – Gyulai Önkormányzat díja
- 2006 a Magyar Köztársaság Érdemrend Lovagkeresztje
- 2006 Debrecen Város Nívódíja
- 2008 Vidor Fesztivál- Nyíregyháza – Kapitano díj
- 2010 Debrecen Város Nívódíja
- 2020 Hevesi Sándor-díj

## Filmek és TV felvételek
- Árkosi Árpád – Bán János: Színészautomata (rövidfilm) Mrozek: Mulatság (TV-film)
- Molnár Ferenc: Liliom (TV-felvétel)
- Moliére: Úrhatnám polgár (TV-felvétel)
- Ö. v. Horváth: Mesél a bécsi erdő (TV- felvétel) Capek:A végzetes szerelem játéka (TV-film) Spiró György: Imposztor (TV-felvétel)
- Gorkij: Éjjeli menedékhely (TV-felvétel) Pinter: Hazatérés (TV-felvétel)
- Lengyel Balázs: A szebeni fiúk(TV felvétel) Falussy Lilla: Metadolce (TV-felvétel)
- W. Shakespeare: Lear király (TV – felvétel) Presser-Csetényi: A piros váza titka (TV-felvétel) Gogol: Revizor (TV-felvétel)
- Presser-Csetényi: Piros esernyő (TV felvétel) Árkosi Árpád: Börtönérettségi (rövidfilm) Csehov: Sirály (TV- felvétel)

## Fesztiválokon részt vett előadások
1972 Egyetemi és Főiskolai Fesztivál Szeged- Árkosi:Lázadás
1974 Egyetemi és Főiskolai Fesztivál- Szeged- Árkosi Árpád: Miként
1976 ifj. Horváth István Nemzetközi Fesztivál- Kazincbarcika – Árkosi Árpád: Vagyunk
1989 Országos Színházi FesztiváI – Kaposvár – Csehov: Sirály
1990 Bukaresti Nemzeti Fesztivál- Mrozek: Rendőrség
1990 Országos Színházi Fesztivál- Szolnok – Moliére: Úrhatnám polgár
1991 Firenzei Nemzetközi Fesztivá1- Mrozek: Mulatság
1992 Krakkói Mrozek Világfesztivál- Mrozek: Mulatság
1993 Nyitrai Nemzetközi Színházi Fesztivál- Mrozek: Mulatság
1994 Határon túli Magyar Színházak Fesztiválja – Kisvárda – Spiró: Imposztor
1994 Határon túli Magyar Színházak Fesztiválja – Kisvárda – Örkény: Tóték
1994 Nemzetközi Látvány Fesztivál- Szatmárnémeti – Örkény: Tóték
1995 Bukaresti Nemzeti Fesztivál- Spiró: Imposztor
1995 Országos Színházi Fesztivá1- Budapest – Spiró: Imposztor
1995 Stúdió Színházak Fesztiválja – Gödöllő – Balázs Béla: A kékszakállú herceg vára
1996 Határon túli Magyar Színházak Fesztiválja – Kisvárda – Gorkij: Éjjeli menedékhely
1996 Országos Színházi Fesztivál- Debrecen – Tasnádi: Bábelna
1996 Sárkány Fesztivál- Nyírbátor – Árkosi Árpád- Bán János: Az éhezőművész
1996 Alternatív Színházi Fesztivál- Budapest – Tasnádi: Bábelna
1997 Határon túli Magyar Színházak Fesztiválja – Kisvárda – Witkiewicz: Az Őrült és az apáca
1997 Polónia Expressz – Budapest – Rozewicz: Az éhezőművész elmegy
1997 Polónia Expressz – Budapest – Witkiewicz: Az Őrült és az apáca
1997 Sziget Fesztivál- Budapest – Árkosi Árpád-Bán János: Az éhezőművész
1997 Stúdió Színházak Fesztiválja – Gödöllő – Pinter: Hazatérés
1998 Teátrum Fesztivál- Sepsiszentgyörgy – Witkiewicz: Az Őrült és az apáca
1999 Határon túli Magyar Színházak Fesztiválja – Kisvárda – A. Miller: Az ügynök halála
2000 Határon túli Magyar Színházak Fesztiválja – Diósgyőr – J. Hasek: Svejk
2000 Határon túli Magyar Színházak Fesztiválja – Kisvárda – Örkény: Macskajáték
2001 Magyar Színházak Fesztiválja – Miskolc – Örkény: Macskajáték
2002 Kisebbségi Színházak Fesztiválja – Bukarest – Madách: Az ember tragédiája
2002 Kisebbségi Színházak Fesztiválja – Bukarest – Thuróczy Katalin-Horváth Károly: Filléres komédia
2002 Vidor Fesztivál- Nyíregyháza – Tasnádi: Bábelna
2003 Vidor Fesztivál- Nyíregyháza – Tasnádi: Nézőművészet Főiskola
2004 Kisebbségi Színházak Fesztiválja- Temesvár – Szigligeti: Liliomfi
2004 Pécsi Országos Színházi Fesztivál- Falussy Lilla: Metadolce
2005 Magyar Kortárs Drámaírók Fesztiválja – Sopron – Falussy Lilla: Metadolce
2005 Pécsi Országos Színházi Fesztivál – Németh Gábor: Túl az egészen
2005 Vidéki Színházak Találkozója – Budapest – Shaffer: Equus
2005 Rövid Dráma Hete Fesztivál- Nagyvárad – Németh Gábor: Túl az egészen
2006 Látványszínházi Fesztivál- Szatmárnémeti – Hamvai Kornél: Márton partjelző fázik
2006 Vidéki Színházak Fesztiválja – Budapest – Rideg- Tímár-Árkosi: Indul a bakterház
2007 Kisebbségi Színházak Fesztiválja -Gyergyószentmiklós- Hamvai Kornél: Márton partjelző fázik
2007 Határon túli Magyar Színházak Fesztiválja – Kisvárda – Rideg-Tímár-Árkosi: Indul a bakterház
2007 Magyar Kortárs Dráma Fesztivál-DESZKA-Debrecen, Móricz Zsigmond-Háy János: Légy jó mindhalálig
2007 Felnőtt Bábszínházi Fesztivál- Pécs – Petőfi Sándor: A helység kalapácsa
2007 Országos Gyerekszínházi Fesztivál- Debrecen – Móricz Zsigmond- Háy János: Légy jó mindhalálig
2008 DESZKA Fesztivál- Debrecen – Szabó Magda: A macskák szerdája
2008 Vidor Fesztivál- Nyíregyháza – Tasnádi: Magyar a Holdon
2008 Szárnyas Sárkány Fesztivál- Nyírbátor – Petőfi Sándor: A helység kalapácsa
2009 Sorompók Nélküli Fesztivál-Szatmárnémeti Caragiale: A zűrzavaros éjszaka
2009 DESZKA Fesztivál- Debrecen- Hubay-Ránki-Vas:Egy szerelem három éjszakája
2009 DESZKA Fesztivál- Debrecen – Tasnádi: Magyar a Holdon
2009 DESZKA Fesztivál- Debrecen – Tóth-Máté Miklós: Én, Károli Gáspár
2010 Gyermek és Ifjúsági Színházi Biennálé- Kaposvár: Lázár-Árkosi Szegény Dzsoni és Árnika
2010 Monodráma Fesztivál Eger, Tóth Máté Miklós: Én Károli Gáspár
2011 DESZKA Fesztivál- Debrecen- Hubay Miklós: Elnémulás
2012 DESZKA Fesztivál- Debrecen- Spíró György: Imposztor
2012 Határon túli Magyar Színházak Fesztiválja – Kisvárda- Molnár Ferenc: Üvegcipő
2012 Szebeni Nemzetközi Bábfesztivál- Horváth- Parti: Gulliver
2013 DESZKA Fesztivál- Debrecen- Tóth Máté: A rögöcsei csoda
2013 POSZT- Pécs- Tamási Áron: Énekes madár
2013 POSZT- Pécs- Topolcsányi Laura: A holló árnyékában
2014 DESZKA Fesztivál- Debrecen- Hubay Miklós: Elnémulás
2014 POSZT- off- Pécs- Borbély Szilárd: Akár Akárki
2014 Szarvasi Teátrum Fesztivál- Tamási Áron: Énekes madár
2015 DESZKA Fesztivál- Debrecen- Borbély Szilárd: Akár Akárki
2020 Magyar Színházak Fesztiválja – Visky András: Pornó ( Kolozsvári Állami Magyar Színház)

## Rendezési helyszínek (Színházak és intézmények)
Arvisura Színház, Budapest
Bárka Színház, Budapest
Bánfalvy Ági Nemzetközi Színészképző Szakközépiskola
Budapesti Blue Box
Budapesti Nemzeti Színház
Budapesti Kamaraszínház
Ciróka Bábszínház, Kecskemét
Csokonai Színház, Debrecen
Dévai Szent Ferenc Alapítvány
Dunaújvárosi Bemutató Színpad
Esztergomi Nyári Színház
Gózon Gyula Színház, Budapest
Gödöllői Művelődési Központ
Gyergyószentmiklósi Figura Színház
Gyulai Várszínház
Holdvilág Kamaraszínház, Budapest
Kárpátaljai Magyar Drámai Színház, Beregszász
Kassai Thália Színház
Kecskeméti Ciróka Bábszínház
Kecskeméti Katona József Színház
Kolibri Színház, Budapest
Kolozsvári Állami Magyar Színház
Komáromi Jókai Színház
Krétakör Színház, Budapest
Klébersberg Kultúrkúria
Magyar Népmese Színház, Budapest
Millenáris Teátrum, Budapest
Miskolci Egyetem Silány Kínpad
Miskolci Nemzeti Színház
MU Színház, Budapest
Mulatság Társulat, Budapest
Művészetek Völgye Vigántpetend
Nagyváradi Állami Színház
Nyírbátori Sárkány Fesztivál
Pécsi Nemzeti Színház
Petőfi Csarnok, Budapest
Remetei Kulturális Egyesület, Budapest
Rózsavölgyi Szalon, Budapest
Sepsiszentgyörgyi Tamási Áron Színház
Soproni Petőfi Színház
Szatmárnémeti Északi Színház Harag György Társulat
Szegedi Egyetemi Színpad
Szegedi Nemzeti Színház
Székesfehérvári Vörösmarty Színház
Szentendrei Nyári Színház
Színházi Páholyok Társasága
Sziget Színház, Budapest
SZKÉNÉ Színház, Budapest
Szolnoki Szigligeti Színház
Szombathelyi Savaria Kamaraszínház
Tatabányai Jászai Mari Színház
Teátro Piccolo
Temesvári Csiki Gergely Színház
Thália Színház, Budapest
Veszprémi Petőfi Színház
Vojtina Bábszínház, Debrecen
Zalaegerszegi Griff Bábszínház
Zalaegerszegi Hevesi Sándor Színház
Zsámbéki Nyári Színház
Turay Ida Színház
Vigadó Kamaraszínház